# Panicum virgatum
Panicum virgatum, một loài thực vật có hoa trong họ Hòa thảo, thường được biết đến với tên gọi "switchgrass", là một loại cỏ bụi sống lâu năm mọc bản địa ở Bắc Mỹ vào các mùa ấm áp, nơi mà nó thường mọc tự nhiên từ vĩ tuyến 55 độ N ở Canada và tiến về phía nam vào Hoa Kỳ với Mexico. Switchgrass là một trong các loài thực vật chiếm ưu thế tại các đồng cỏ cao ở vùng trung Bắc Mỹ và có thể được tìm thấy ở các đồng cỏ lâu năm, đồng cỏ bản địa, và mọc tự nhiên ở các vệ đường. Nó thường được sử dụng chủ yếu để bảo tồn đất trồng, sản xuất các sản phẩm thức ăn cho súc vật,sử dụng trong các cuộc săn, làm cỏ trồng kiểng. Gần đây nó được sử dụng để sản xuất sinh khối cho năng lượng sinh học như ethanol hay butanol, các dự án khử độc đất bằng cây trồng (phytoremediation), sản xuất sợi, điện năng, nhiệt năng và còn được sử dụng để cô lập sinh học cacbon dioxide trong khí quyển.

## Mô tả

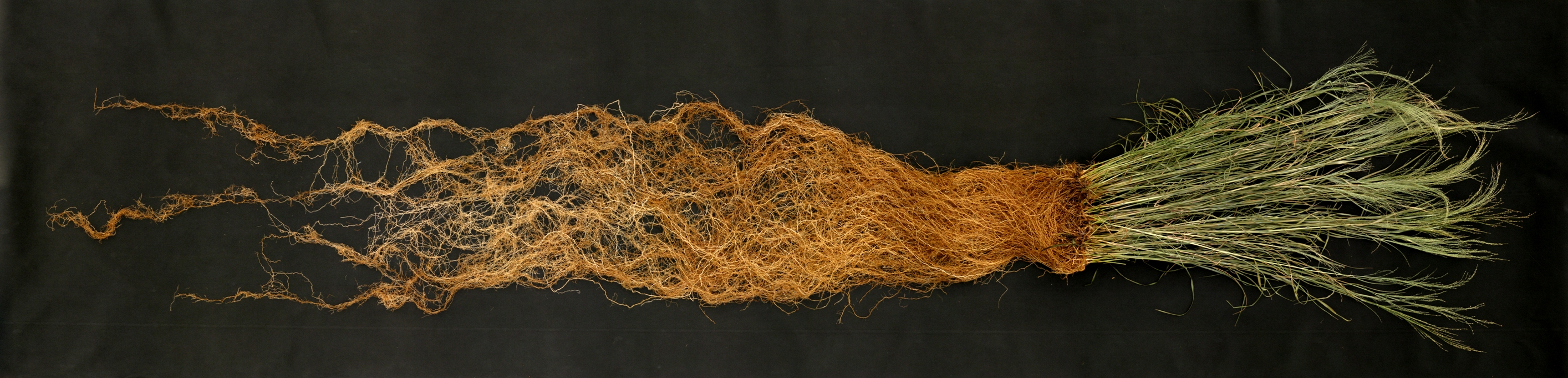
Bộ rễ của cỏ switchgrass được trồng tại Viện nghiên cứu đất đai.

Switchgrass là một loại cỏ sống lâu năm khỏe, có thân rễ đâm sâu, bắt đầu mọc vào cuối mùa xuân. Nó có thể mọc cao lên đến 2.7 m, nhưng thường thì thấp hơn cỏ xanh Bắc Mỹ lớn hay cỏ indian. Các lá dài từ 30 đến 90 cm với phần gân giữa lá nổi bật. Cỏ switchgrass sử dụng khả năng cố định cacbon C4, tạo sự thuận lợi trong các điều kiện như hạn hán và nhiệt độ cao. Các bông hoa có một cụm phát triển tốt, thường dài đến 60 cm, và sinh ra rất nhiều hạt giống. Hạt dài từ 3 đến 6 mm, rộng khoảng 1.5 mm, và được sinh ra từ một hoa con đơn lẻ. Cả hai mày hoa đều hiện diện và phát triển tốt. Khi chín, hạt đôi khi có màu hơi hồng hay tím đục, và sẽ chuyển sang vàng nâu cùng với lá vào mùa thu. Cỏ switchgrass vừa là dạng thực vật lâu năm và cũng là dạng tự phát tán hạt, có nghĩa là nhà nông không phải trồng và gieo hạt lại sau mỗi lần thu hoạch hàng năm. Một khi đã phát triển tốt, một khóm cỏ switchgrass có thể sống đến 10 năm hoặc lâu hơn. Không giống như ngô, cỏ switchgrass có thể mọc ở các vùng đất khó trồng trọt và chỉ cần một lượng phân bón hóa học tương đối vừa phải. Nhìn chung, nó được xem như một loại cây trồng hiệu quả về mặt tài nguyên, đầu tư ít đối với việc sản xuất năng lượng sinh học từ đất nông nghiệp.

## Môi trường sống
Nhiều nơi ở Bắc Mỹ, đặc biệt là các đồng cỏ ở vùng trung tâm phía tây Hoa Kỳ, đã từng là môi trường sống chủ yếu của nhiều loại cỏ bản địa, bao gồm switchgrass, indiangrass (Sorghastrum), eastern gamagrass (Tripsacum daxtyloides), big bluestem (Andropogon gerardii), little bluestem (Schizachyrium scoparium), bluestem prairie (Andropogon panicum sorghastrum)  và nhiều loại khác. Khi Thực dân châu Âu tại châu Mỹ bắt đầu đi về phía tây ngang qua lục địa, những loài cỏ bản địa được cày xới và chuyển thành các loại cây như ngô, lúa mì, yến mạch. Những loại cỏ được đưa vào như fescue, bluegrass và orchardgrass cũng đã thay thế các loài cỏ bản địa để sử dụng làm cỏ khô và các bãi cỏ cho gia súc.

## Sự phân bố
Cỏ switchgrass là một loại thực vật linh hoạt và dễ thích nghi. Nó có thể mọc và phát triển mạnh ngay cả trong nhiều điều kiện thời tiết, thời gian trong các mùa phát triển, các loại đất trồng và các điều kiện của đất. Sự phân bố của nó trải dài về phía nam tại vĩ độ 55 độ N, từ Saskatchewan đến Nova Scotia, phía Nam của hầu hết mặt Đông dãy núi Rocky ở Hoa Kỳ, và tiến đến Mexico.. Vì là loại cỏ lâu năm sống trong mùa ấm áp, hầu hết sự phát triển đều diễn ra từ cuối mùa xuân đến cuối mùa thu; Nó trở nên tiềm sinh và không sinh trưởng trong suốt các tháng mùa lạnh. Do đó, mùa sinh trưởng ở các môi trường sống phía Bắc có thể khá ngắn, khoảng 3 tháng, nhưng ở miền Nam thì có thể kéo dài đến 8 tháng, như vùng duyên hải Vịnh Mexico của Hoa Kỳ.
Switchgrass là một chủng loài đa dạng, với nhiều điểm khác nhau nổi bật giữa các loài thực vật khác. Sự đa dạng này, có lẽ là phản ánh sự tiến hóa và thích nghi với các môi trường mới khi mà chủng loài này lan rộng trên toàn lục địa, cung cấp một loạt các đặc điểm có giá trị cho các chương trình lai giống. Cỏ switchgrass có hai loại khác biệt, hay còn gọi là "cytotype", bao gồm: các cây ở vùng đất thấp, loại mà có xu hướng tạo ra nhiều sinh khối hơn, và loại ở vùng đất cao, mà thường có nguồn gốc ở phía Bắc, thì chịu lạnh tốt hơn và do đó chúng thường ưa thích các vùng phía Bắc. Loại cỏ switchgrass ở vùng đất cao thường thấp (≤ 2.4 m) và có ít sợi hơn loại ở vùng đất thấp. Các cây ở vùng đất thấp có thể mọc cao hơn (≥ 2.7 m) ở những môi trường thuận lợi. Cả hai loại đều có rễ sâu (> 1.8 m, với loại đất thuận lợi) và thân rễ ngắn. Loại cỏ ở vùng đất cao thường có thân rễ mạnh hơn và có xu hướng tạo thành dạng đám cỏ, còn loại ở vùng đất thấp sẽ phát triển kiểu bụi cỏ. Loại cỏ ở vùng đất thấp về mặt hình thái thường có vẻ mềm hơn, sinh ra các cây lớn hơn nếu các cây mọc thưa hay được trồng trong luống rộng, và chúng có vẻ như mẫn cảm đối với độ ẩm hơn là loại cỏ ở vùng đất cao.
Ở các đồng cỏ bản địa, trước đây cỏ switchgrass được phát hiện là có sự liên kết với vài loài cỏ thân cao quan trọng, chẳng hạn nhu blue bigstem, indiangrass, little bluestem, sideoat grama, eastern gamagrass, và nhiều loại cây lá to khác (hướng dương, gayfeather, prairie clover, và prairie coneflower). Những loài cỏ thân cao thích nghi rộng rãi này đã từng chiếm đến hàng triệu hecta đất.
Sự thích hợp để trồng trọt của cỏ switchgrass ở Gran Chaco đang được nghiên cứu tại Học việc nông nghiệp kỹ thuật quốc gia, Argentina.

## Trồng, phát triển và kiểm soát
Cỏ switchgrass có thể được trồng trên những vùng đất mà được xem như không phù hợp với các cây trồng theo luống để cho sản lượng, bao gồm nơi mà đất quá xói mòn để trồng ngô, cũng như đất cát và sỏi ở những vùng ẩm ướt mà thường cho sản lượng các loại cây trồng khác khá thấp. Không có một phương pháp chung nào để trồng cỏ switchgrass đối với các trường hợp này. Cây có thể được trồng theo hai phương pháp, trong mương hẹp (no-tillage) hoặc theo cách bình thường (tillage). Khi được gieo trồng như một phần của nhiều loại cỏ đa dạng, những hướng dẫn trồng chung các loại cỏ trong mùa ấm áp để bảo tồn thực vật cần phải được làm theo. Các hướng dẫn trồng và kiểm soát cỏ tùy theo vùng để sản xuất năng lượng sinh học hoặc bảo tồn thực vật đều có sẵn. Một vài nhân tố chính có thể tăng khả năng thành công khi trồng cỏ switchgrass, bao gồm:
- Trồng sau khi đất đã được làm ấm tốt trong suốt mùa xuân
- Sử dụng các hạt giống có độ nảy mầm cao và trồng ở độ sâu khoảng 0.6 – 1.2 cm, hoặc lên đến 2 cm ở đất cát.
- Ép và nén đất trước và sau khi gieo hạt.
- Không bón phân khi trồng để giảm sự cạnh tranh
- Kiểm soát cỏ dại với hóa chất hoặc các phương pháp kiểm soát trồng trọt.

Cắt cỏ và sử dụng các loại thuốc diệt cỏ dại có nhãn mác hợp lý được khuyên dùng để kiểm soát cỏ dại. Hóa chất kiểm soát cỏ dại có thể được sử dụng vào mùa thu trước khi bắt đầu trồng cỏ switchgrass, hoặc trước hay sau khi đã trồng. Cỏ dại nên được cắt và để hơi cao hơn một chút so với cỏ switchgrass đang phát triển. Các loại thuốc diệt cỏ dạng hoc-mon chẳng hạn như 2,4-D cần phải tránh sử dụng đến vì chúng được biết là có thể làm giảm sự phát triển của cỏ switchgrass nếu sử dụng sớm vào lúc cỏ đang phát triển. Những cây mà trông có vẻ như không phát triển do bị cỏ dại cạnh tranh thường là bị nhầm lẫn, vì điều đó rõ ràng là do ảnh hưởng của thuốc diệt cỏ dạng hoc-mon. Các khóm cỏ switchgrass ban đầu thường um tùm, nhưng sẽ phát triển tốt với sự kiểm soát thích hợp trong những năm sau đó. Một khi đã phát triển, cỏ switchgrass có thể mất khoảng 3 năm để đạt được năng suất tiềm năng đầy đủ. Tùy thuộc vào các vùng, cỏ switchgrass tiêu biểu có thể cho ra được ¼ đến 1/3 sản lượng tiềm năng vào năm đầu tiên, và 2/3 vào năm sau khi lấy hạt.
Sau khi đã phát triển, việc kiểm soát cỏ switchgrass sẽ phụ thuộc vào mục đích của việc lấy hạt. Trước đây, hầu hết việc kết hạt đều được kiểm soát bởi Chương trình dự trữ bảo tồn ở Hoa Kỳ. Những sự tác động chẳng hạn như cắt cỏ, đốt, bừa theo luống (disking) thường kỳ được yêu cầu để tối ưu hóa sự hữu ích của khóm nhằm giúp tăng trưởng sinh thái. Việc chăm sóc đối với sự kiểm soát cỏ switchgrass được chú trọng như là đối với cây trồng năng lượng. Nói chung, nó cần một lượng phân bón ni-tơ vừa phải, vì nó không phải là giống tiêu thụ nhiều chất dinh dưỡng. Hàm lượng ni-tơ đặc trưng của các bộ phận già cỗi vào mùa thu là khoảng 0.5 % N. Việc sử dụng phân bón ni-tơ với một lượng khoảng 5 kg N/hecta (ha) cho mỗi tấn sinh khối cỏ là hướng dẫn chung. Những lời khuyên về các loại phân bón đặc biệt hơn thường có sẵn theo vùng ở Bắc Mỹ. Thuốc diệt cỏ thường không được sử dụng với cỏ switchgrass sau khi đã tạo hạt, vì chúng thường rất cạnh tranh với các loại cỏ dại khác. Hầu hết các quy trình chuyển hóa năng lượng sinh học với cỏ switchgrass, bao gồm những quy trình tạo ra ethanol dạng xen-lu-lo và nhiên liệu dạng hạt, thường có thể chấp nhận các loại cỏ thu hoạch sinh khối thay thế khác. Các khóm cỏ switchgrass không nên được thu hoạch quá hai lần mỗi năm, và mỗi lần gặt thường cho một lượng sinh khối bằng hai lần. Cỏ switchgrass có thể được thu hoạch bằng những dụng cụ sử dụng trên đồng khi gặt cỏ khô, và nó rất phù hợp khi thu hoạch theo kiện hoặc chất đống. Nếu tính chất sinh học được quan tâm đúng đắn, cỏ switchgrass có thể là một loại cây trồng năng lượng rất tiềm năng.

## Ứng dụng
Cỏ switchgrass có thể được sử dụng làm nguồn nguyên liệu sinh khối để sản xuất năng lượng, che phủ để bảo tồn đất đai và kiểm soát sự xói mòn, làm thức ăn gia súc và sử dụng cho thú gặm cỏ, sử dụng trong các cuộc săn, nguyên liệu sản xuất chất dẻo phân hủy được. Nó cũng được sử dụng làm cỏ khô, hoặc trồng trên các đồng cỏ, làm vật thay thế rơm lúa mì trong nhiều ứng dụng chẳng hạn như lót chỗ cho gia súc, lót mái nhà, và làm nền để trồng nấm rơm. 

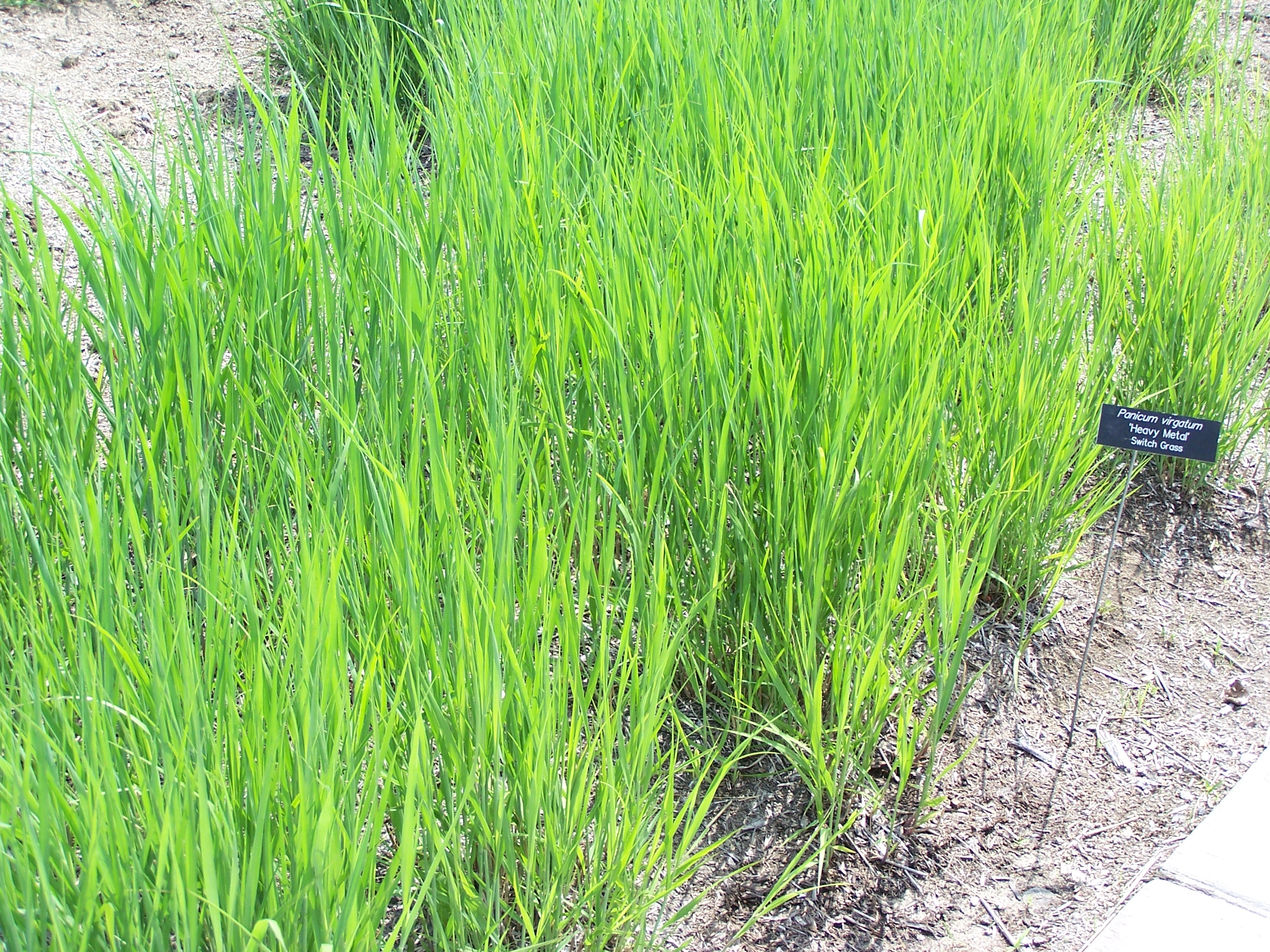
Panicum virgatum 'Heavy Metal', một loại cỏ switchgrass kiểng, vào đầu mùa hạ

Ngoài ra, cỏ switchgrass cũng được trồng làm cỏ kiểng chống hạn hán ở các chỗ mà đất ẩm vừa, nhiều nắng hoặc có bóng râm ít.

### Năng lượng sinh học
Cỏ switchgrass đã được nghiên cứu làm cây trồng cho năng lượng sinh học tái sinh kể từ giữa những năm 1980, bởi vì nó là một loại cỏ bản địa sống lâu năm trong mùa ấm áp với khả năng cho năng suất từ trung bình đến cao ở các vùng đất nông nghiệp khó trồng trọt. Hiện nay nó đang được xem xét để sử dụng trong vài quy trình chuyển hóa năng lượng sinh học, bao gồm sản xuất ethanol xen-lu-lo, khí sinh học, và chất đốt trực tiếp cho các ứng dụng nhiệt năng. Những thuận lợi chính về mặt nông nghiệp của cỏ switchgrass khi sử dụng làm thực vật năng lượng sinh học là thời gian sống lâu, chịu được hạn hán và lũ lụt, yêu cầu lượng thuốc diệt cỏ và phân bón tương đối thấp, dễ kiểm soát, sống khỏe mạnh trong đất nghèo dinh dưỡng và các điều kiện khí hậu khác nhau, và khả năng thích nghi rộng rãi ở những vùng khí hậu ôn đới. Ở một vài vùng phía nam ấm và ẩm, chẳng hạn như Alabama, cỏ switchgrass có khả năng cho sản lượng lên đến 25 tấn cỏ sấy khô bằng lò mỗi Hec-ta ((oven dry tonne) ODT/ha). Một bản tóm tắt về sản lượng cỏ switchgrass qua 13 khu nghiên cứu thử nghiệm ở Hoa Kỳ cho thấy hai loại cỏ tốt nhất ở mỗi thử nghiệm cho sản lượng từ 9.4 đến 22.9 tấn/ha, với sản lượng trung bình là 14.6 ODT/ha. Tuy nhiên, những chỉ số này được ghi nhận lại dựa trên các thử nghiệm quy mô nhỏ, và các cánh đồng thương mại có thể được mong đợi với sản lượng ít nhất là thấp hơn 20% so với các kết quả trên. Ở Hoa Kỳ, sản lượng cỏ switchgrass có vẻ là cao nhất ở các vùng ấm và ẩm với các mùa phát triển lâu dài chẳng hạn như vùng Đông Nam Hoa Kỳ và thấp nhất ở các vùng có mùa khô ngắn hạn tại phía Bắc Great Plains. Năng lượng đầu vào cần thiết để trồng cỏ switchgrass rất thuận lợi khi so sánh với các cây cho hạt hàng năm chẳng hạn như ngô, đậu tương, hay cải dầu, mà có thể yêu cầu nguồn năng lượng đầu vào tương đối cao khi gieo trồng, sấy khô hạt, và bón phân. Các nguồn nhập liệu từ cả thân cỏ dạng C4 thân thảo sống lâu năm đều là các nguồn nhập liệu mong muốn cho sinh khối năng lượng, vì chúng cần nguồn năng lượng hóa thạch đầu vào ít hơn để trồng và có thể đón được năng lượng mặt trời một cách hiệu quả bởi vì hệ thống quang hợp C4 và bản chất sống lâu năm của chúng. Một nghiên cứu chỉ ra rằng sẽ mất khoảng từ 0.97 đến 1.3 GJ (Giga Joule) để sản xuất 1 tấn cỏ switchgrass, so với 1.99 đến 2.66 GJ để sản xuất một tấn bắp. Một nghiên cứu khác cho thấy cỏ switchgrass sử dụng 0.8 GJ/ODT năng lượng hóa thạch so với hạt bắp là 2.9 GJ/ODT. Vậy là cỏ switchgrass có chứa xấp xỉ 18.8 GJ/ODT sinh khối, tỉ lệ đầu vào và ra về mặt năng lượng của cây nó có thể lên đến 20:1. Tỉ lệ rất triển vọng này là do năng lượng đầu ra tương đối cao trên mỗi hec-ta và năng lượng đầu vào cho sản xuất thấp.
Những cố gắng đáng kể đang được thực hiện trong việc phát triển cỏ switchgrass làm cây trồng sản xuất ethanol xen-lu-lô tại Hoa Kỳ. Trong một bài diễn văn vào năm 2006, tổng thống Bush đề xuất sử dụng cỏ switchgrass để sản xuất ethanol; kể từ đó, hơn 100 triệu USD đã được đầu tư vào việc nghiên cứu cỏ switchgrass làm nguồn nhiên liệu sinh học tiềm năng. Cỏ switchgrass có tiềm năng sản xuất lên đến 380 lít ethanol cứ mỗi tấn cỏ thu hoạch được. Tuy nhiên, kỹ thuật chuyển hóa sinh khối thực vật thân thảo thành ethanol hiện tại là khoảng 340 lít trên mỗi tấn. Trái lại, lượng ethanol từ ngô cho khoảng 400 lít mỗi tấn ngô.
 Có vài cố gắng đáng kể nhằm làm tăng lượng ethanol trích từ ngô:

(Ngô) Lượng ethanol đã được cải thiện từ 2.4 gallon trên mỗi giạ vào những năm 1980 đến 2.8 gallon hiện nay. Các giống ngô lai được phát triển đặc biệt để sản xuất ethanol đã chứng minh được rằng lượng ethanol tăng lên được 2.7 % - và khi sử dụng xen-lu-lô (sợi) trong hạt ngô, ngoài tinh bột ra, có thể tăng thêm lượng ethanol từ 10 đến 13 %. Với sự kết hợp của các giống lai và sự tối ưu hóa các quy trình, lượng ethanol theo lý thuyết khoảng 3.51 gallon mỗi giạ là có thể được – mà không gặp các tác động tiêu cực với hàm lượng protein hay dầu trong phần bã thực vật cho gia súc ăn.
Sự cải thiện các quy trình trong ngành công nghiệp sử dụng ngô theo phương pháp cũ là dựa trên các kỹ thuật mới chẳng hạn như sủi bọt, sử dụng chất xúc tác và enzyme mới..

Thuận lợi chính của việc sử dụng cỏ switchgrass thay cho ngô để làm nguyên liệu sản xuất ethanol là chi phí sản xuất, mà thường chỉ bằng ½ so với hạt ngô, mà lại thu được nhiều sinh khối năng lượng hơn. Do đó, ethanol xen-lu-lô từ cỏ switchgrass sẽ cho lượng ethanol trên mỗi hec-ta với chi phí thấp hơn. Tuy nhiên điều này sẽ phụ thuộc vào việc chi phí xây dựng và vận hành nhà máy sản xuất ethanol xen-lu-lô có được giảm đáng kể hay không. Sự cân bằng năng lượng trong ngành công nghiệp sản xuất ethanol từ cỏ switchgrass cũng được xem là tốt hơn đáng kể so với từ ngô. Trong suốt quy trình chuyển hóa sinh học, phân đoạn lignin (gỗ) của cỏ switchgrass có thể được đốt để cung cấp đầy đủ hơi nước và điện năng để vận hành nhà máy tinh luyện sinh học. Các nghiên cứu đã nhận thấy rằng cứ mỗi đơn vị năng lượng đầu vào cần thiết để tạo ra nhiên liệu sinh học từ cỏ switchgrass, ta được 4 đơn vị năng lượng. Trái lại, ethanol từ bắp cho khoảng 1.28 đơn vị năng lượng cứ mỗi năng lượng đầu vào. Một nghiên cứu gần đây từ Great Plains  chỉ ra rằng để sản xuất ethanol từ cỏ switchgrass, thì con số này là 6.4, tức là, 540% năng lượng nữa được trữ trong ethanol đã tạo ra hơn là được sử dụng để trồng cỏ switchgrass và chuyển hóa nó thành nhiên liệu dạng lỏng. Tuy nhiên, vẫn còn một vài rào cản thương mại hóa sự phát triển của kỹ thuật sản xuất ethanol xen-lu-lô. Những dự án vào đầu những năm 1990 để thương mại hóa ethano, xen-lu-lô trước năm 2000 vẫn chưa được thực hiện. Sự thương mại hóa ethanol xen-lu-lô vì vậy chứng minh rằng nó là một thử thách rất quan trọng, dù có những nỗ lực nghiên cứu đáng kể.

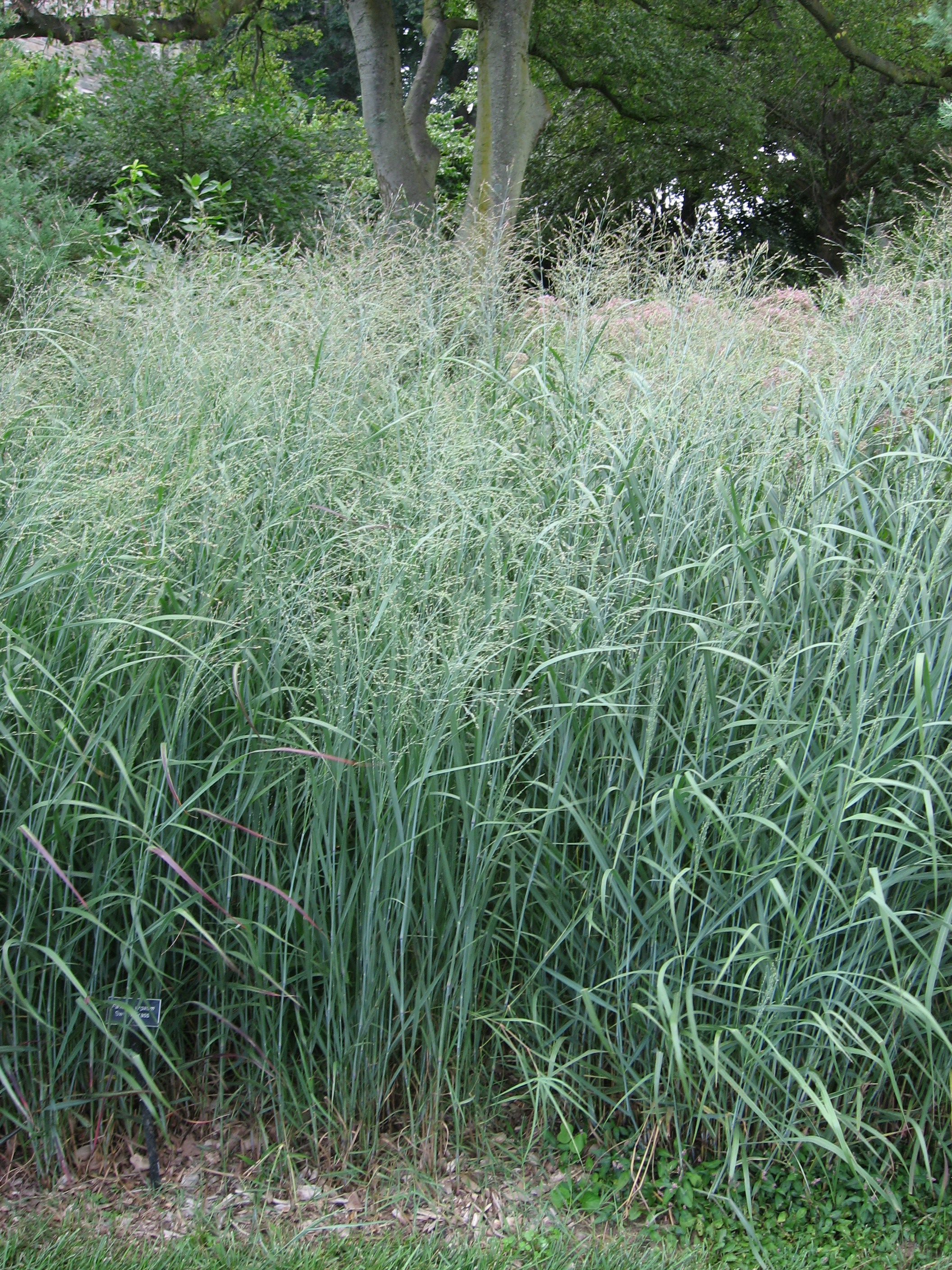

Những ứng dụng nhiệt năng cho cỏ switchgrass có vẻ như sẽ sớm vượt trội so với ethanol xen-lu-lô về mặt công nghiệp hoặc các ứng dụng quy mô nhỏ. Ví dụ, cỏ switchgrass có thể được nén thành nhiên liệu rắn mà thường được đốt trong lò để sưởi ấm (tiêu biểu là bã ngô nén hoặc gỗ nén). Cỏ switchgrass đã được thử nghiệm rộng rãi để làm chất nền cho than để phát điện. Dự án được nghiên cứu rộng rãi nhất cho đến hiện nay là dự án Chariton Valley ở Iowa. Liên doanh Show-Me-Energy (SMEC) ở Missouri  đang sử dụng cỏ switchgrass và các loại cỏ sinh trưởng trong mùa ấm áp khác, cùng với dăm gỗ, làm nguyên liệu chế tạo nhiên liệu dạng rắn để sử dụng trong các nhà máy năng lượng đốt than. Ở phía đông Canada, cỏ switchgrass đang được sử dụng trên quy mô thử nghiệm để làm nguồn nguyên liệu cho các ứng dụng vè nhiệt năng thương mại. Các nghiên cứu về sự cháy của cỏ switchgrass đã được đảm nhận và có vẻ như rất phù hợp để làm nhiên liệu lò hơi thương mại. Người ta đang nghiên cứu để phát triển nhiên liệu rắn từ cỏ switchgrass bởi vì lượng dăm gỗ bị thiếu ở phía đông Canada, do sự sụt giảm của ngành công nghiệp gỗ vào năm 2009 và kết quả là sự thiếu hụt dăm gỗ ép ở vùng Đông Bắc Mỹ. Nói chung, việc đốt trực tiếp cỏ switchgrass cho các ứng dụng nhiệt năng có thể cung cấp năng lượng thực thu được và tỉ lệ chuyển hóa năng lượng cao nhất từ các qua trình chuyển hóa sinh học. Nghiên cứu nhận thấy rằng, khi cỏ switchgrass được ép thành hạt và sử dụng làm nhiêu liệu sinh học dạng rắn, thì nó là một "ứng viên" tuyệt vời để thay thế các loại nhiên liệu hóa thạch. Cỏ switchgrass dạng hạt ép được xác nhận là có tỉ lệ chuyển hóa năng lượng 14.6:1, tốt hơn đáng kể so với tỉ lệ chuyển hóa của nhiên liệu sinh học dạng lỏng từ các sản phẩm trồng trên đất nông nghiệp. Vì là thực vật chiến lược trong việc giảm khí thải nhà kính, cỏ switchgrass dạng hạt ép được nhận thấy là một cách hiệu quả để sử dụng đất nông nghiệp làm giảm khí thải nhà kính với thứ bậc là 7.6 – 13 tấn CO2 mỗi hecta. Trái lại, ethanol xen-lu-lô từ cỏ switchgrass và ethanol từ ngô được nhận thấy là ở bậc 5.2 và 1.5 tấn CO2 mỗi hec-ta.
Trước đây, vấn đề chính ngăn cản sự phát triển của các ứng dụng nhiệt năng từ cỏ switchgrass là sự khó khăn khi đốt cỏ trong lò hơi dạng cũ, vì những vấn đề về chất lượng sinh khối của cỏ có thể có liên quan đặc biệt trong các ứng dụng đốt. Những vấn đề về kỹ thuật này giờ đây xem ra đã được giải quyết hiệu quả thông quan việc kiểm soát tích cực chẳng hạn như gặt vào mùa thu và thu hoạch vào mùa xuân để cho phép hiện tượng lọc xảy ra, mà kết quả là giảm đi sự hình thành các hợp chất huyền phù (chẳng hạn như Kali và Clo) và Nito trong cỏ. Điều này giảm sự tạo thành các mảng chất và sự ăn mòn trong cỏ switchgrass, và nó có thể trở thành một nguồn nhiên liệu đốt sạch để sử dụng trong các đồ gia dụng nhiệt nhỏ. Cỏ thu hoạch vào mùa thu có vẻ phù hơn để ứng dụng nhiều hơn vào các lò hơi công nghiệp và thương mại lớn. Cỏ switchgrass cũng đang được sử dụng để sưởi ấm các nông trang và các tòa nhà công nghiệp ở Đức và Trung Quốc thông qua một quy trình chế tạo chất thay thể rẻ tiền cho gas.

### Sản xuất chất dẻo tự phân hủy
Trong một ứng dụng mới, các nhà khoa học Hoa Kỳ đã sửa đổi bộ máy di truyền của cỏ switchgrass để làm cho nó có thể tạo ra polyhydrobutyrate, mà sẽ tích tụ thành dạng hạt tròn nhỏ bên trong tế bào của cỏ switchgrass. Ở các thử nghiệm ban đầu, khối lượng các lá đã sấy khô được cho thấy là có chứa đến 3.7% lượng polymer. Với tốc độ tích tụ như vậy thì không thể sử dụng cỏ switchgrass làm một nguồn nguyên liệu sinh học về mặt thương mại được.

### Bảo tồn đất đai
Cỏ switchgrass rất hữu ích trong việc bảo tồn và cải tạo đất đai, cụ thể là ở Hoa Kỳ và Canada, nơi mà nó là loài đặc hữu. Cỏ switchgrass có một bộ rễ sợi rất sâu – gần như bằng với chiều cao của cả cây. Kể từ lúc mà nó cùng với các loài cỏ bản địa khác và các loại thảo mộc lá to, từng một lần bao phủ những đồng bằng của Hoa Kỳ, mà giờ đây là vùng Corn Belt, thì những ảnh hưởng từ môi trường sống của cỏ switchgrass trong quá khứ đã làm lợi cho khu vực này, để lại một vùng trồng trọt màu mỡ tồn tại cho đến ngày nay. Bộ rễ sợi sâu của cỏ switchgrass đã để lại một lớp chất hữu cơ màu mỡ tại các mảnh đất ở vùng Midwest, làm cho loại đất màu đen này trở thành một trong những loại đất trồng có năng suất cao nhất thế giới. Bằng cách trồng cỏ switchgrass và các loại cỏ lâu năm khác sống trên đồng cỏ như cây nông nghiệp, nhiều loại đất không thể trồng trọt được có thể trở thành có ích bởi việc tăng lượng chất hữu cơ trong đất, độ thấm và độ màu mỡ, do bộ rễ sâu của cỏ.
Sự xói mòn đất do gió và nước rất được quan tâm ở những vùng mà cỏ switchgrass mọc. Do chiều cao của mình, cỏ switchgrass có thể tạo thành một bức tường chắn gió chống xói mòn đất rất hiệu quả. Còn bộ rễ của nó cũng rất xuất sắc trong việc giữ đất, giúp ngăn sự xói mòn do lũ lụt hoặc các dòng nước chảy. Ở một số khu vực đường quốc lộ (ví dụ như KDOT), người ta sử dụng hạt giống cỏ switchgrass cùng nhiều loại cỏ khác để trồng lại dọc theo các con đường. Nó cũng có thể được trồng ở các mỏ lộ thiên, các con đê, đập hồ. Các khu vực bảo tồn tại nhiều nơi ở Hoa Kỳ đều trồng cỏ switchgrass để kiểm soát sự xói mòn tại các bãi cỏ dọc theo sông, hồ vì khả năng giữ đất chặt và còn tạo môi trường sống cho động vật hoang dã.

### Thức ăn gia súc và cỏ gặm
Switchgrass là một loại thức ăn gia súc tuyệt vời, tuy nhiên, nó cho thấy là có độc tính đối với ngựa, cừu và dê  bởi các hợp chất hóa học như saponin, loại mà gây sự cảm quang và gây hại gan ở những loài động vật này. Các nhà nghiên cứu đang tiếp tục tìm hiểu về các điều kiện đặc trưng nào mà cỏ switchgrass có thể gây hại đối với những chủng loài này, nhưng cho đến khi có được thông tin mới hơn, người ta được khuyên là không nên cho chúng ăn loại cỏ này. Tuy nhiên, ta có thể cho gia súc ăn dưới dạng cỏ khô hoặc cho gặm. Việc cho gặm cỏ switchgrass cần phải được kiểm soát chặt để đảm bảo các khóm cỏ có thể sống được. Việc cho gặm cỏ được khuyên là nên bắt đầu khi mà cỏ cao khoảng 50 cm, và phải ngừng lại khi cỏ chỉ còn cao khoảng 25 cm, và phải chờ khoảng 30 – 45 ngày giữa các lần cho gặm để cỏ mọc lại. Cỏ switchgrass sẽ trở nên có nhiều thân dài và không còn ngon khi chúng trưởng thành, nhưng trong suốt thời kỳ cho gặm, nó là thức ăn thích hợp với chỉ số RFV (relative feed value) khoảng 90 – 104. Phần mô tăng sinh thẳng đứng của cỏ làm cho vị trí mọc của nó được đặt lên cao hơn mặt đất, ở trên cành, vì thế mà việc chừa lại khoảng 25 cm tính từ gốc là rất quan trọng để cỏ mọc lại. Khi thu hoạch làm cỏ khô, lần cắt đầu tiên diễn ra vào giai đoạn 'boot stage' (giai đoạn mà phần đầu của hạt giống được bao bọc bởi phần lá trên ngọn)- khoảng giữa tháng 6. Điều này sẽ cho ta cắt được lần thứ 2 vào giữa tháng 8, để phần thân mọc lại đủ và sống sót qua mùa đông.

### Trong các cuộc săn
Theo các nhà bảo tồn động vật hoang dã, cỏ switchgrass nổi tiếng là thức ăn tốt và môi trường sống cho các loài chim để săn bắn ở vùng đất cao, chẳng hạn như gà lôi, chim cút, gà gô trắng, gà tây hoang và các loài chim biết hót, với rất nhiều hạt nhỏ và độ bao phủ cao. Tùy vào việc cỏ switchgrass được trồng dày như thế nào, nó được trồng cùng với loài nào, thi nó cũng cho một nguồn thức ăn và chỗ ở tuyệt vời đối với các loài động vật hoang dã khác. Với những nhà nông mà có những khóm cỏ switchgrass trong nông trại của mình, thì đó được xem như là lợi ích về mặt môi trường và thẩm mỹ do nhiều loại động vật hoang dã phong phú bị thu hút vào. Vài thành viên của công ty Prairie Lands Bio – Products ở Iowa đã chuyển lợi ích này thành một ngành kinh doanh có lợi nhuận bằng cách cho thuê các mảnh đất có cỏ switchgrass của họ trong các mùa săn thích hợp. Những lợi ich đối với các động vật hoang dã còn có thể tăng thêm kể cả trong ngành nông nghiệp quy mô lớn thông qua quá trình thu hoạch theo luống, như lời khuyên của Hội động vật hoang dã, rằng thay vì thu hoạch toàn bộ cánh đồng một lần thì nên thực hiện theo luống để toàn bộ môi trường sống của động vật hoang dã không bị mất đi, do đó mà có thể bảo vệ được các động vật hoang dã sống cùng với cỏ switchgrass.

## Hình ảnh

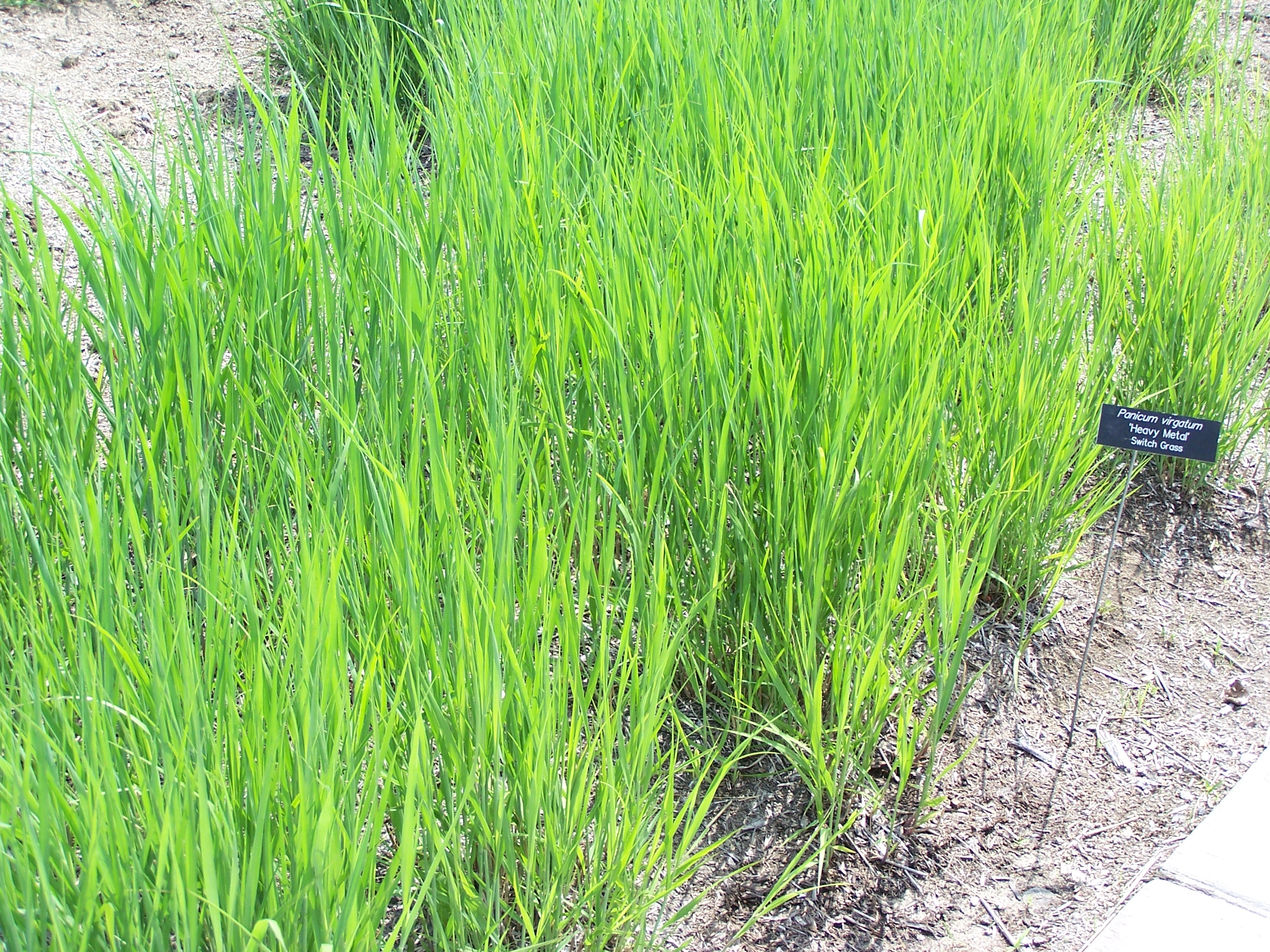
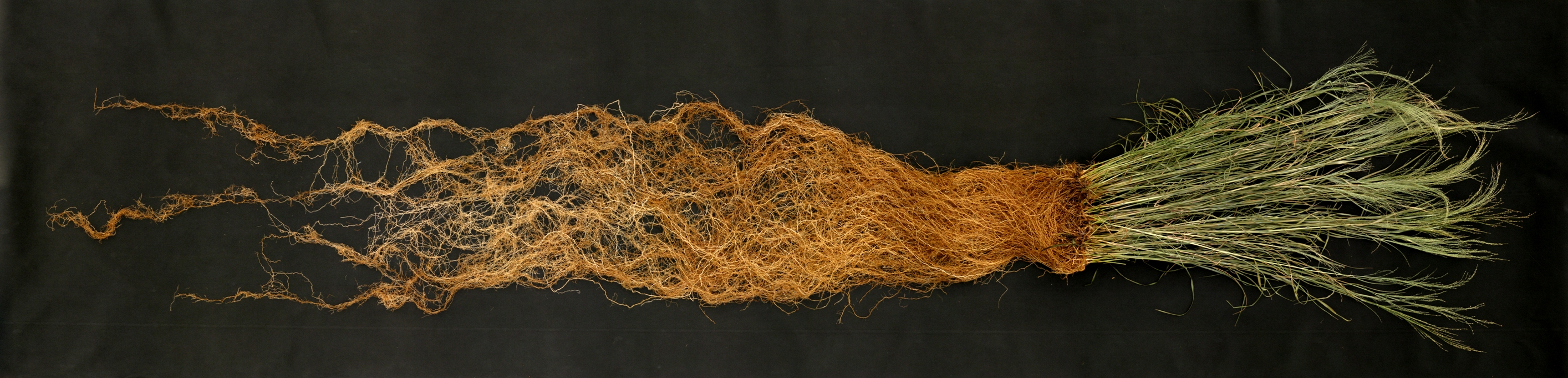
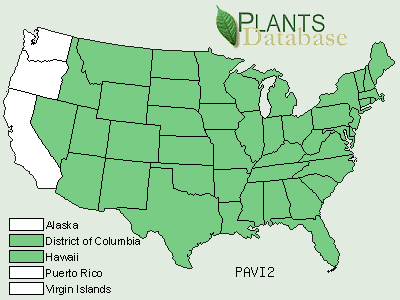
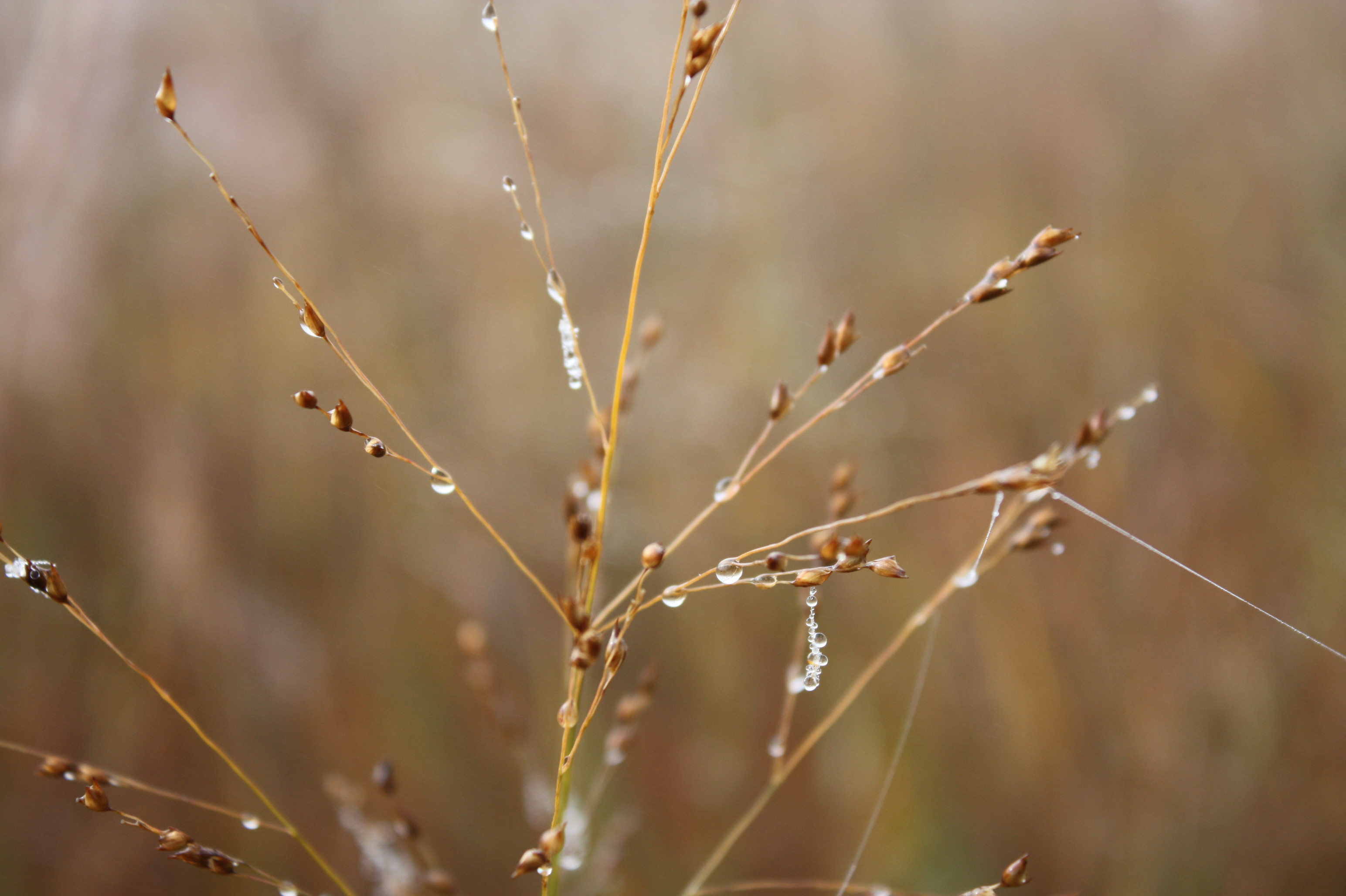